# Noaptea cuțitelor lungi

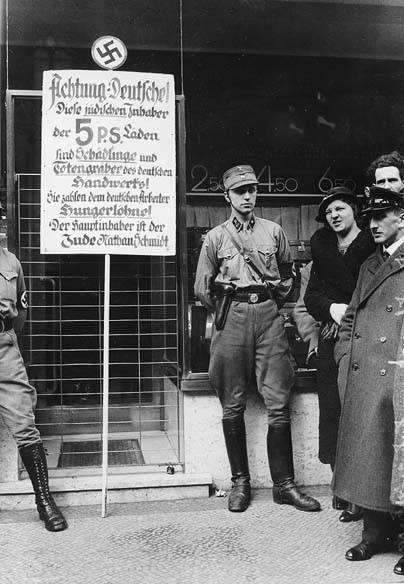
Membri ai SA postaţi în faţa unei prăvălii evreieşti în 1933. Deşi publicul german nu s-a plâns prea mult atunci când activităţile SA erau îndreptate împotriva evreilor, comuniştilor şi socialiştilor, până în 1934 se generalizaseră îngrijorările privind nivelul de violenţă de stradă pentru care erau responsabile „cămăşile brune”.

Noaptea cuțitelor lungi (în germană Nacht der langen Messer) sau "Operațiunea Colibri", a avut loc în Germania între 30 iunie și 2 iulie 1934, când regimul nazist a executat cel puțin 85 de oameni din motive politice. Majoritatea celor uciși erau membri ai „Batalioanelor de asalt” (SA) (în germană Sturmabteilung), o organizație paramilitară nazistă. Adolf Hitler a acționat împotriva SA și împotriva liderului său, Ernst Röhm, deoarece vedea în independența SA și în apetitul membrilor acesteia pentru violențe de stradă o amenințare directă asupra puterii sale. De asemenea, Hitler a dorit să prevină o eventuală mișcare a liderilor armatei germane, Reichswehr-ul, care se temea și totodată disprețuia în egală măsură SA, de a-l înlătura de la putere, mai ales de când Röhm își făcuse clară ambiția de a absorbi Reichswehr-ul, punându-se el însuși la conducerea lui. Hitler s-a folosit de această epurare pentru a acționa împotriva criticilor conservatorilor la adresa regimului său, venite mai ales din partea celor loiali vicecancelarului Franz von Papen, precum și pentru a-și regla conturile cu dușmani ai săi mai vechi.
Cel puțin 85 de oameni au murit în timpul epurării, deși numărul morților ar putea fi de ordinul sutelor, și peste o mie de presupuși adversari au fost arestați. Majoritatea omorurilor au fost comise de Schutzstaffel (SS), o altă organizație nazistă paramilitară de elită, și de către Gestapo, poliția secretă politică a regimului. Epurarea SA-ului a întărit și a consolidat susținerea armatei pentru Hitler. De asemenea, a furnizat o mantie de legalitate pentru regimul nazist, întrucât tribunalele germane și guvernul acestei țări au dat rapid la o parte secole de interzicere a omorurilor extrajudiciare pentru a-și demonstra loialitatea față de regimul nazist.
Înainte de punerea în aplicare a planului, autorii săi îl denumeau uneori Colibri (în germană: Kolibri), după parola folosită pentru a declanșa acțiunile grupărilor de execuție în ziua epurării. Numele de cod al operațiunii pare să fi fost ales arbitrar. Numele de "Noaptea cuțitelor lungi" se referă la masacrul oamenilor lui Vortigern de către mercenari angi, iuți și saxoni în Mitul arthurian. Expresia Noaptea cuțitelor lungi în limba germană datează dinaintea masacrului, și înainte de a deveni sinonim cu această epurare, se referea în general la acte de răzbunare. Până în ziua de azi unii germani încă folosesc termenul de „Röhm-Putsch” pentru a descrie evenimentul, întrucât acesta a fost termenul oficial pe care regimul nazist l-a introdus în limbajul de la acea vreme, pentru a da o falsă sugestie, precum că omorurile au fost necesare pentru a evita o lovitură de stat din partea lui Röhm și apropiaților lui din SA.

## Hitler șiSturmabteilung(SA)
Președintele Paul von Hindenburg l-a numit pe Hitler Cancelar pe 30 ianuarie 1933. În următoarele luni, Hitler a eliminat toate partidele politice rivale din Germania încât până în vara lui 1933, țara a devenit un stat cu partid unic sub controlul său. Totuși, în ciuda acestei bruște consolidări a autorității politice, Hitler nu exercita putere absolută. În calitate de cancelar, Hitler nu era comandantul armatei, aceasta rămânând sub conducerea oficială a lui Hindenburg în calitate de comandant suprem. În vreme ce mulți ofițeri erau impresionați de promisiunile lui Hitler de a lărgi armata, de a reinstitui serviciul militar obligatoriu, și de a purta o politică externă agresivă, armata a continuat să-și conserve independența în primii ani ai regimului nazist.
Până la un punct, Sturmabteilung (SA), o organizație paramilitară nazistă, a rămas oarecum autonomă în cadrul partidului. În anii 1920 și 1930, SA a funcționat ca o miliție pe care Hitler o folosea pentru a-și intimida rivalii și a perturba întâlnirile partidelor politice rivale, mai ales cele ale social-democraților și ale comuniștilor. Cunoscută și sub numele de Cămășile Brune sau Batalioanele de Asalt, SA a devenit notorie pentru bătăile de stradă cu comuniștii. Confruntările violente între cele două grupări au contribuit la destabilizarea experimentului democratic interbelic german, Republica de la Weimar. În iunie 1932, una din cele mai violente perioade, au avut loc peste 400 de lupte de stradă, care au cauzat 82 de morți. Chiar această destabilizare a fost crucială pentru venirea lui Hitler la putere, în primul rând pentru că a convins mulți germani că odată ce Hitler va deveni cancelar, violențele de stradă vor lua sfârșit.
Numirea lui Hitler în funcția de cancelar, urmată de suprimarea tuturor celorlalte partide politice cu excepția naziștilor, a redus dar nu a eliminat complet violența Batalioanelor de Asalt. Lipsiți de mitinguri comuniste în care să intervină, dar atrași — și seduși — de violență, membrii SA adesea declanșau scandaluri pe străzile germane după câte o noapte de beție. Foarte adesea băteau trecători, și apoi atacau polițiștii care erau chemați să-i oprească. Plângeri privind comportamentul lor „arogant și vulgar” erau frecvente în vara lui 1933. Chiar și Ministerul de Externe german s-a plâns de cazuri în care Cămășile Brune au agresat diplomați străini. Acest comportament deranja clasa de mijloc germană și alte elemente conservatoare din societate, cum ar fi armata.
Următorul pas pentru Hitler avea să fie întărirea poziției sale în relația cu armata, acționând împotriva nemesisului acesteia, SA-ul. Pe 6 iulie 1933, la o întrunire a înalților oficiali naziști, Hitler a proclamat succesul revoluției național-socialiste. Acum că partidul nazist obținuse frâiele puterii în Germania, spunea el, era timpul să își consolideze poziția. Hitler a spus: Șuvoiul revoluției a fost neîngrădit, dar acum trebuie canalizat în albia sigură a evoluției.
Discursul lui Hitler a dat semnalul intențiilor sale de a ține în frâu SA, al cărei număr de membri crescuse rapid la începutul anilor 1930. Aceasta însă nu era o misiune prea ușoară, deoarece SA era constituită dintr-o mare parte din cei mai devotați adepți ai nazismului. SA și-a datorat creșterea dramatică în parte datorită declanșării marii crize economice, când mulți germani și-au pierdut încrederea în instituțiile tradiționale. Deși nu era exclusiv — nici măcar în primul rând — un fenomen al clasei muncitoare, SA a îndeplinit aspirațiile multor muncitori atât pentru solidaritate socială cât și pentru mândrie naționalistă. Mulți membri SA credeau în promisiunile socialiste ale național-socialismului și se așteptau ca regimul nazist să acționeze puternic în economie, destrămând marile proprietăți funciare ale aristocrației. Faptul că regimul nu făcut acest lucru a deziluzionat pe cei ce așteptau o revoluție economică și nu doar politică.

## Conflictul dintre armată și SA

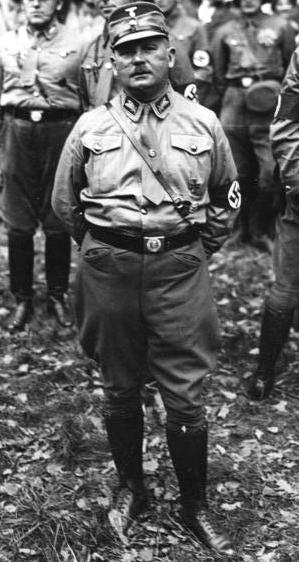
Liderul SA Ernst Röhm în Bavaria în 1934

Nimeni din SA nu vorbea mai mult despre o continuare a revoluției germane, cum a spus un important membru SA, decât Röhm. Ca unul din primii membri ai partidului nazist, Röhm participase la puciul de la berărie, o tentativă nereușită a lui Hitler de a lua puterea cu forța în 1923. Veteran al Primului Război Mondial, Röhm se lăudase recent că va executa 12 oameni pentru uciderea oricărui om din Sturmabteilung. Röhm vedea violența ca pe un mijloc de îndeplinire a scopurilor politice. El lua în serios promisiunile socialiste ale național-socialismului, și cerea ca Hitler și ceilalți lideri de partid să declanșeze reforme socialiste pe scară largă în Germania.
Nemulțumindu-se doar cu conducerea SA, Röhm îi cerea lui Hitler să-l numească Ministru al Apărării, un post deținut de generalul conservator Werner von Blomberg. Deși poreclit Leul de cauciuc de unii critici ai săi din armată, pentru devotamentul față de Hitler, Blomberg nu era el însuși nazist, și astfel el reprezenta o punte între armată și partid. Blomberg și mulți dintre ofițeri erau recrutați din rândurile nobilimii prusace, și priveau SA ca o gloată a plebei care amenința statutul tradițional privilegiat al armatei în societatea germană.
Dacă armata tradițională trata masele care constituiau SA cu dispreț, multe Cămăși Brune aveau aceeași atitudine față de armată, văzând-o ca pe un grup insuficient angajat în revoluția național-socialistă. Max Heydebreck, un lider SA din Rummelsburg, a denunțat armata în fața colegilor săi, spunându-le: Unii din ofițerii armatei sunt niște porci. Majoritatea ofițerilor sunt prea bătrâni și trebuie să fie înlocuiți de alții tineri. Să așteptăm până moare Moș Hindenburg, și apoi SA se va ridica la luptă împotriva armatei.
În ciuda acestei ostilități între Cămășile Brune și armată, Blomberg și alți ofițeri vedeau în SA o sursă de recruți pentru o armată lărgită și revitalizată. Röhm, însă, dorea să elimine cu totul generalii din aristocrația prusacă, transformând SA în nucleul unei noi armate germane. Întrucât armata era limitată de Tratatul de la Versailles la o sută de mii de soldați, conducătorii acesteia puteau doar să privească îngrijorați cum numărul de membri ai SA a depășit trei milioane la începutul lui 1934. În ianuarie 1934, Röhm i-a prezentat lui Blomberg un memorandum în care cerea ca SA să înlocuiască armata ca forțe terestre naționale, și ca Reichswehr-ul să devină o componentă auxiliară a SA.
Ca răspuns, Hitler s-a întâlnit cu Blomberg și cu conducerile SA și SS pe 28 februarie 1934. Sub presiunea lui Hitler, Röhm a acceptat să semneze un angajament prin care recunoștea supremația Reichswehr asupra SA. Hitler i-a anunțat pe cei prezenți că SA va acționa ca organizație auxiliară Reichswehr-ului, și nu invers. Dar după ce Hitler și majoritatea ofițerilor au plecat, Röhm a declarat că el nu primește ordine de la penibilul caporal—cu referire la Hitler. Deși Hitler nu a acționat imediat împotriva lui Röhm pentru ieșirea lui necontrolată, aceasta a adâncit prăpastia dintre cei doi.

## Creșterea presiunii asupra SA

Franz von Papen, vicecancelarul conservator căzut în dizgrația lui Hitler după ce a denunțat în discursul de la Marburg incapacitatea regimului de a ține SA în frâu.

În ciuda acordurilor anterioare cu Hitler, Röhm continua să se agațe de visurile sale despre o nouă armată germană dezvoltată în jurul SA. Până în primăvara lui 1934, această viziune intra în conflict direct cu planul lui Hitler de a-și consolida puterea și de a lărgi Reichswehr-ul. Deoarece planurile lor se excludeau reciproc, succesul lui Röhm putea veni doar pe pierderea lui Hitler. Ca rezultat, s-a declanșat o luptă politică în cadrul partidului, în care apropiații lui Hitler, inclusiv premierul prusac Hermann Göring, Ministrul Propagandei Joseph Goebbels, Conducătorul SS Heinrich Himmler, și secundul lui Hitler Rudolf Hess, s-au găsit pe poziții opuse lui Röhm.
Deși toți aceștia erau veterani ai mișcării naziste, doar Röhm a continuat să fie independent de Adolf Hitler. Disprețul lui Röhm față de birocrația partidului îl înfuria pe Hess. Violențele SA din Prusia îl îngrijorau puternic pe Göring, Ministru-Președinte al Prusiei. Pentru a-l izola pe Röhm, pe 20 aprilie 1934 Göring a transferat controlul Poliției  politice prusace lui Himmler, pe care, credea Göring, se putea conta să acționeze contra lui Röhm. Himmler invidia SA pentru independența și puterea acesteia, deși în acel moment el deja începuse restructurarea SS-ului pentru a-l transforma dintr-o unitate de gărzi de corp ale liderilor naziști într-o unitate de elită, loială lui și lui Hitler. Acea loialitate avea să se dovedească utilă ambilor atunci când Hitler a ales să acționeze împotriva lui Röhm și împotriva SA.
Cererile ca Hitler să țină SA în frâu s-au înmulțit. Conservatorii din armată, industrie, și politică au pus din ce în ce mai multă presiune asupra lui Hitler să reducă influența SA și să acționeze împotriva lui Röhm. Homosexualitatea lui Röhm nu-l făcea să fie pe placul conservatorilor. În plus, aceștia erau și mai îngrijorați din cauza ambițiilor politice ale liderului SA. Pe 17 iunie 1934, cererile conservatorilor ca Hitler să ia măsuri au atins un punct maxim când vicecancelarul Franz von Papen, confident al bolnavului președinte Hindenburg, a ținut un discurs la Universitatea din Marburg în care a tras un semnal de alarmă privind amenințarea unei „a doua revoluții.” În particular, von Papen, un aristocrat catolic cu relații în armată și industrie, a amenințat cu demisia dacă Hitler nu avea să ia măsuri. În timp ce demisia lui von Papen din funcția de vicecancelar nu ar fi amenințat poziția lui Hitler, aceasta ar fi fost o dovadă periculoasă de independență din partea unui important conservator.
Ca răspuns la presiunile conservatoare de a-l controla pe Röhm, Hitler a plecat la Neudeck să se întâlnească cu Hindenburg. Blomberg, care se întâlnea frecvent cu Președintele, i-a reproșat lui Hitler că nu a acționat mai devreme împotriva lui Röhm. Apoi i-a spus lui Hitler că Hindenburg era pe cale să declare lege marțială și să dea guvernul pe mâna Reichswehr-ului dacă Hitler nu avea să ia imediat măsuri împotriva lui Röhm și a Cămășilor Brune. Hitler a ezitat luni de zile să ia măsuri împotriva lui Röhm, în parte datorită vizibilității lui Röhm ca lider al unei miliții  naționale cu milioane de membri. Totuși, amenințarea declarării legii marțiale de către Hindenburg, singurul om din Germania care avea puterea să înlăture regimul nazist, l-a forțat pe Hitler să acționeze. El a plecat de la Neudeck atât cu intenția de a-l distruge pe Röhm, cât și cu cea de a-și regla conturile cu unii dușmani mai vechi. Atât Himmler cât și Göring au salutat decizia lui Hitler, deoarece ambii aveau mult de câștigat din prăbușirea lui Röhm—independența SS pentru Himmler, și eliminarea unui rival pentru conducerea armatei pentru Göring.
Pregătind epurarea, Himmler și adjunctul său Reinhard Heydrich, conducător al Serviciului Secret al SS, au construit un dosar cu dovezi fabricate care să sugereze că Röhm fusese plătit cu douăsprezece milioane de mărci de către Franța să-l răstoarne pe Hitler. Ofițerilor superiori din SS li s-au arătat dovezi false pe 24 iunie cum că Röhm ar fi plănuit să se folosească de SA pentru a lansa un complot împotriva guvernului (germană Röhm-Putsch). Între timp, Göring și Himmler, la îndrumarea lui Hitler, au alcătuit liste cu oameni din afara SA pe care îi doreau morți. Pe 27 iunie, Hitler a acționat pentru a-și asigura cooperarea armatei. Blomberg și generalul Walther von Reichenau, ofițerul de legătură cu armata din cadrul partidului, i-a acordat susținerea armatei excluzându-l pe Röhm din Liga Ofițerilor Germani, și punând armata în stare de alertă. Hitler se simțea suficient de încrezător în poziția sa, și s-a dus la o nuntă la Essen, deși părea oarecum agitat și îngrijorat. De acolo l-a chemat pe adjunctul lui Röhm la Bad Wiessee și a ordonat liderilor SA să se întâlnească cu el pe 30 iunie.

## Epurarea
La orele 4:30 în dimineața zilei de 30 iunie 1934, Hitler și anturajul său a luat avionul până la München. De la aeroport, aceștia au mers cu mașina până la Ministerul de Interne al Bavariei, unde au adunat pe liderii unui scandal violent ce izbucnise pe străzile orașului în noaptea dinainte. Înfuriat, Hitler a smuls epoleții de pe uniforma Obergruppenführer-ului Schneidhuber, șeful poliției din München, pentru că nu a păstrat ordinea în oraș în acea noapte. I-a strigat acestuia că va fi împușcat. În timp ce respectivii soldați SA erau duși la închisoare, Hitler a adunat un grup mare de soldați SS și polițiști, și a plecat spre Hotelul Hanselbauer din Bad Wiessee, unde stăteau Röhm și acoliții lui.
La Bad Wiessee, Hitler l-a arestat personal pe Röhm și pe alți lideri marcanți ai SA. Conform lui Erich Kempka, unul din cei prezenți în timpul acțiunii, Hitler l-a dat pe Röhm pe mâna a „doi detectivi cu pistoalele cu piedica trasă,” iar SS-ul l-a găsit pe liderul SA din Breslau Edmund Heines în pat cu un comandant de trupă SA de optsprezece ani. Goebbels a evidențiat acest fapt în propaganda ulterioară pentru a justifica epurarea ca pe o eliminare a unor elemente „imorale”. Atât Heines cât și partenerul său au fost împușcați pe loc în hotel din ordinul personal al lui Hitler. Între timp, SS a arestat un număr de lideri SA care coborau din tren pentru o întâlnire planificată cu Röhm.
Faptul că nu a existat nici un complot al lui Röhm împotriva regimului nu l-a oprit pe Hitler să denunțe conducerea SA. La întoarcerea la sediul de partid din München, Hitler s-a adresat mulțimii adunate. Cuprins de furie, Hitler a denunțat „cea mai mare trădare din istoria lumii”. Hitler a spus mulțimii că „personajele indisciplinate și elementele anti-sociale bolnave” aveau să fie anihilate. Mulțimea, care includea membri de partid și mulți membri SA care au avut norocul să scape de arestare, l-au aprobat strigând. Hess, prezent printre cei adunați, chiar s-a oferit voluntar să împuște el însuși pe „trădători”. Goebbels, care fusese cu Hitler la Bad Wiessee, a pus în mișcare faza finală a planului. La întoarcerea la Berlin, i-a telefonat lui Göring și i-a spus cuvântul-cheie Kolibri pentru a da drumul plutoanelor de execuție asupra restului victimelor.

### Împotriva conservatorilor și a vechilor dușmani
Regimul nu s-a limitat la o epurare de Sturmabteilung. După ce anterior închisese sau exilase pe social-democrații și pe comuniștii marcanți, Hitler s-a folosit de această ocazie pentru a acționa împotriva conservatorilor pe care îi considera nedemni de încredere. Printre aceștia era și vicecancelarul Papen și cei din cercul său. La Berlin, din ordinul personal al lui Göring, o unitate SS înarmată a intrat în Vicecancelarie. Ofițerii Gestapo atașați unității SS l-au împușcat pe secretarul lui Papen, Herbert von Bose, fără să-l aresteze în prealabil. Gestapo l-a arestat și executat pe apropiatul lui Papen Edgar Jung, autorul discursului de la Marburg și i-au aruncat cadavrul într-un șanț. Gestapo l-a ucis și pe Erich Klausener, conducătorul Acțiunii Catolice, alt apropiat al lui Papen. Vicecancelarul însuși a fost arestat la vicecancelarie, în ciuda protestelor acestuia, care a susținut că el nu poate fi arestat. Deși Hitler a ordonat ca el să fie eliberat două zile mai târziu, Papen nu a mai îndrăznit să critice regimul.
Hitler, Göring și Himmler au dezlănțuit Gestapo-ul împotriva vechilor lor dușmani. Kurt von Schleicher, predecesorul lui Hitler în postul de cancelar, și soția sa au fost uciși în casa lor. Printre alte victime s-au numărat Gregor Strasser, un fost nazist care l-a înfuriat pe Hitler demisionând din partid în 1932, și Gustav Ritter von Kahr, fost comisar de stat în Bavaria care a înăbușit Puciul de la berărie în 1923. Soarta lui Kahr a fost deosebit de groaznică. Cadavrul său a fost găsit într-o pădure din afara Münchenului, aparent lovit cu târnăcopul. Unii oameni au fost omorâți din greșeală, de exemplu Willi Schmid, critic muzical la Münchner Neuste Nachrichten, un ziar local. Gestapo-ul l-a confundat cu Ludwig Schmitt, fost susținător al lui Otto Strasser, fratele lui Gregor. Această violență dezlănțuită a contribuit masiv la reputația Gestapo ca poliție politică secretă a naziștilor.

### Soarta lui Röhm
Röhm a fost pentru scurt timp deținut la Închisoarea Stadelheim din München, cât timp Hitler s-a gândit ce să facă cu el. Serviciile aduse de Röhm regimului nazist au fost luate în considerare. Pe de altă parte, nu putea fi nici ținut închis pe termen nelimitat, nici exilat, iar un proces public ar fi adus la lumină prea multe detalii ale epurării. În cele din urmă, Hitler a hotărât că Röhm trebuia să moară. Pe 2 iulie, la directiva lui Hitler, Theodor Eicke, care mai târziu a ajuns comandant al lagărului de concentrare de la Dachau, și ofițerul SS Michel Lippert l-au vizitat pe Röhm. Când au ajuns în celula acestuia, i-au înmânat acestuia un pistol Browning încărcat și i-au spus că are zece minute să se sinucidă, în caz contrar urmând să fie ucis de către ei. Röhm a refuzat, spunându-le: „Dacă urmează să fiu omorât, atunci să o facă Adolf cu mâna lui.” Neauzind nici un zgomot în cele zece minute, cei doi s-au întors în celula lui Röhm și l-au găsit în picioare cu pieptul dezgolit într-un gest de sfidare. Lippert l-a împușcat.

## Consecințe

Hitler triumfător: Führer-ul trecând în revistă trupele SA în 1935. Un soldat SS stă lângă mașină, la stânga lui Hitler.

Epurarea nu putea fi ținută secretă, fiindcă cauzase moartea multor germani importanți. La început, arhitecții săi aveau păreri împărțite despre cum să trateze evenimentul. Göring a comandat poliției să ardă „toate documentele privind acțiunile din ultimele două zile”; între timp, Goebbels a încercat să oprească ziarele de la a publica liste cu cei morți, dar în același timp a folosit un discurs la radio pe 2 iulie să anunțe că Hitler i-a oprit pe Röhm și pe Schleicher de la a răsturna guvernul și de la a arunca țara în haos. Apoi, pe 13 iulie 1934, Hitler a justificat epurarea într-un discurs în fața Reichstag-ului difuzat și la radio:
| “ | În acest ceas am fost răspunzător pentru soarta poporului german, și astfel am devenit suprem judecător al poporului german. Am ordonat să fie împușcați principalii autori ai acestei trădări, și am ordonat să se cauterizeze până la carne vie rănile acestei otrăviri a fântânilor vieții noastre interne. Fie ca națiunea să știe că existența ei—care depinde de ordinea și securitatea internă—nu pot fi amenințate de nimeni! Și să fie știut în veci de acum înainte că dacă cineva ridică mâna pentru a lovi Statul, atunci soarta lui este moartea sigură. | ” |

Ocupându-se să prezinte masacrul ca pe o acțiune legală, Hitler a pus guvernul să adopte o hotărâre pe 3 iulie care specifica: „Măsurile luate în datele de 30 iunie, 1 și 2 iulie pentru a suprima atacurile trădătoare sunt legale, ca acte de autoapărare a Statului.” Ministrul de Justiție al Reich-ului Franz Gürtner, un conservator care fusese Ministru de Justiție al Bavariei în perioada Republicii de la Weimar, și-a demonstrat loialitatea față de noul regim prin elaborarea statutului, care a dat epurării un parfum legal. Promulgat ca lege atât de Hitler cât și de Ministrul de Interne Wilhelm Frick, Legea Privind Măsurile de Auto-apărare a Statului a legalizat retrospectiv crimele comise în timpul epurării. Sistemul juridic al Germaniei a capitulat în fața regimului și cel mai mare jurist german, Carl Schmitt, a scris un articol care lua apărarea discursului din 13 iulie al lui Hitler. Articolul s-a intitulat Führer-ul apără Legea.

### Reacții
Aproape în unanimitate, armata a aplaudat Noaptea cuțitelor lungi, în ciuda faptului că și-a pierdut cu această ocazie doi dintre generali, Kurt von Schleicher și Ferdinand von Bredow. Bătrânul Președinte Hindenburg, cel mai titrat erou militar al Germaniei, a trimis o  telegramă prin care și-a exprimat „profunda recunoștință”. Generalul von Reichenau a mers până într-acolo încât a dat gir public minciunii cum că Schleicher a complotat să răstoarne guvernul. Susținerea armatei pentru epurare, însă, avea să aibă consecințe profunde pentru această instituție. Umilirea SA a pus capăt amenințării împotriva armatei dar, stând de partea lui Hitler în timpul acțiunii, armata s-a legat strâns de regimul nazist. Un căpitan în retragere, Erwin Planck, părea să realizeze aceasta: „dacă te uiți mai departe fără să ridici degetul,” îi spunea el prietenului său, generalul Werner von Fritsch, „vei avea, mai devreme sau mai târziu, aceeași soartă.” O altă rară excepție a constituit-o Feldmareșalul August von Mackensen, care a vorbit despre uciderea lui Schleicher și Bredow la întrunirea anuală a Societății Generalilor în februarie 1935.
Fără o presă independentă care să relateze evenimentele epurării, s-au răspândit rapid zvonuri despre Noaptea cuțitelor lungi. Mulți germani au primit veștile oficiale despre evenimente, în varianta descrisă de Joseph Goebbels, cu destul scepticism. În același timp, însă, mulți alții păreau să creadă regimul pe cuvânt și să creadă că Hitler într-adevăr salvase Germania de haos. Luise Solmitz, o profesoară din Hamburg, a pus în cuvinte sentimentele multor germani când l-a elogiat pe Hitler pentru „curaj, hotărâre și eficiență” în jurnalul ei personal. Ea chiar l-a comparat cu Frederic cel Mare, legendarul rege al Prusiei. Alții au fost revoltați de scara la care s-a făcut masacrul și de lipsa de reacție a compatrioților lor. „Un poștaș foarte calm și liniștit,” a scris jurnalistul Victor Klemperer, „care nu era deloc național-socialist, a spus, «Ei bine, el doar i-a condamnat.»” Nu i-a scăpat lui Klemperer că multe din victime jucaseră un rol în aducerea lui Hitler la putere. „Un cancelar,” scria el, „condamnă și împușcă membri ai propriei sale armate personale!” Dimenisiunile masacrului și relativa omniprezență a Gestapo-ului, însă, însemna că cei care au dezaprobat epurarea în general au fost reduși la tăcere.
Hitler l-a numit pe Viktor Lutze în locul lui Röhm ca șef al SA. Hitler i-a ordonat, așa cum relatează un istoric important, să pună capăt „homosexualității, promiscuității, beției, și traiului în puf” din cadrul SA. Hitler i-a spus în mod expres să nu mai cheltuiască fonduri SA pe limuzine și banchete, pe care le considera dovezi ale extravaganței SA. Un om slab, Lutze a făcut puțin pentru a asigura independența SA în anii ce au urmat, iar aceasta și-a pierdut treptat puterea în Germania lui Hitler. Regimul a ordonat confiscarea tuturor pumnalelor decorative SA pentru a elimina numele lui Röhm de pe lamă, pe care l-a înlocuit cu cuvintele Blut und Ehre (sânge și onoare). Numărul de membri ai organizației s-a prăbușit de la 2,9 milioane în august 1934 la 1,2 milioane în aprilie 1938.
Noaptea cuțitelor lungi a reprezentat un triumf pentru Hitler, și un punct de cotitură pentru guvernul german. L-a stabilit pe Hitler ca „suprem judecător al poporului german,” așa cum a spus chiar el în discursul din 13 iulie din fața Reichstag-ului. (Ulterior, în aprilie 1942, Hitler a adoptat oficial acest titlu, plasându-se astfel atât de jure cât și de facto deasupra legii.) Secole de jurisprudență cu nepracticarea omorurilor extrajudiciare au fost date la o parte. În ciuda unor eforturi inițiale din partea unor procurori de a acționa în justiție pe cei care au comis crimele, eforturi înăbușite în fașă de regim, părea că nici o lege nu-i va restrânge lui Hitler utilizarea puterii absolute. Noaptea cuțitelor lungi a transmis și un mesaj clar publicului că nici măcar cei mai de seamă germani nu erau imuni arestării și execuției sumare dacă regimul nazist îi percepe ca amenințare. În această manieră, epurarea a instituit o practică de abuz de violență care avea să caracterizeze regimul nazist, de la folosirea forței pentru a stabili un imperiu de cuceriri, până la enormitatea Holocaustului.